# Security Systems FC
Security Systems Football Club w skrócie Security Systems FC – botswański klub piłkarski grający w pierwszej lidze botswańskiej, mający siedzibę w mieście Otse.

## Występy w afrykańskich pucharach
| Sezon     | Rozgrywki           | Runda | Kraj                          | Klub                 | Dom | Wyjazd | Dwumecz |
| --------- | ------------------- | ----- | ----------------------------- | -------------------- | --- | ------ | ------- |
| 2022/2023 | Puchar Konfederacji | 1     | Demokratyczna Republika Konga | FC Saint Eloi Lupopo | –   | –      | –       |

## Stadion
Domowe mecze klub rozgrywa na stadionie o nazwie Molepolole Stadium w Molepolole, który może pomieścić 6600 widzów.

## Reprezentanci kraju grający w klubie
Stan na lipiec 2023.
| - Osego Gaotewe - Kaelo Kgaswane - Kenanao Kgetholetsile - Tebogo Kopelang - Pako Lekgari - Thabiso Mabhachi - Kitso Mangolo - Tawana Mbakile - Godiraone Modingwane | - Phenyo Molefe - Eric Molefi - Kebatshabile Monthe - Thato Ogopotse - Kemmy Pilato - Michael Pillar - Thatayaone Ramatlapeng - Molaodi Tlhalefang - Mgcini Sibanda |